# Boğazköy-Talsperre
Die Boğazköy-Talsperre (türkisch Boğazköy Barajı) ist eine Talsperre am Flusslauf des Kocasu (im Unterlauf Göksu Çayı), einem linken Nebenfluss des Sakarya, in der Provinz Bursa im Nordwesten der Türkei.
Die Boğazköy-Talsperre befindet sich 10 km nördlich der Stadt İnegöl.
Sie wurde in den Jahren 1991–2010 zum Zwecke der Bewässerung und Energieerzeugung errichtet.
Das Absperrbauwerk ist ein 24 m hoher Erdschüttdamm.
Das Dammvolumen beträgt 3.032.000 m³. 
Der Stausee bedeckt bei Normalstau eine Fläche von 6,5 km². Der Speicherraum beträgt 41,62 Mio. m³.  
Die Talsperre ist für die Bewässerung einer Fläche von 11.645 ha ausgelegt.
Das Wasserkraftwerk besitzt eine installierte Leistung von 10 MW. Das Regelarbeitsvermögen beträgt 20 GWh im Jahr.